# クリル湖

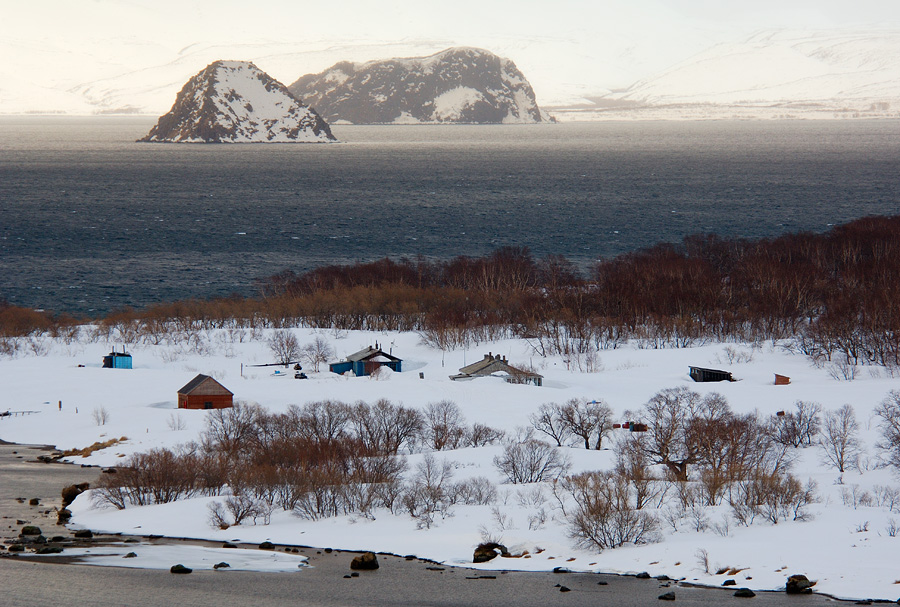
冬のクリル湖（湖畔に魚類・水産物研究所）

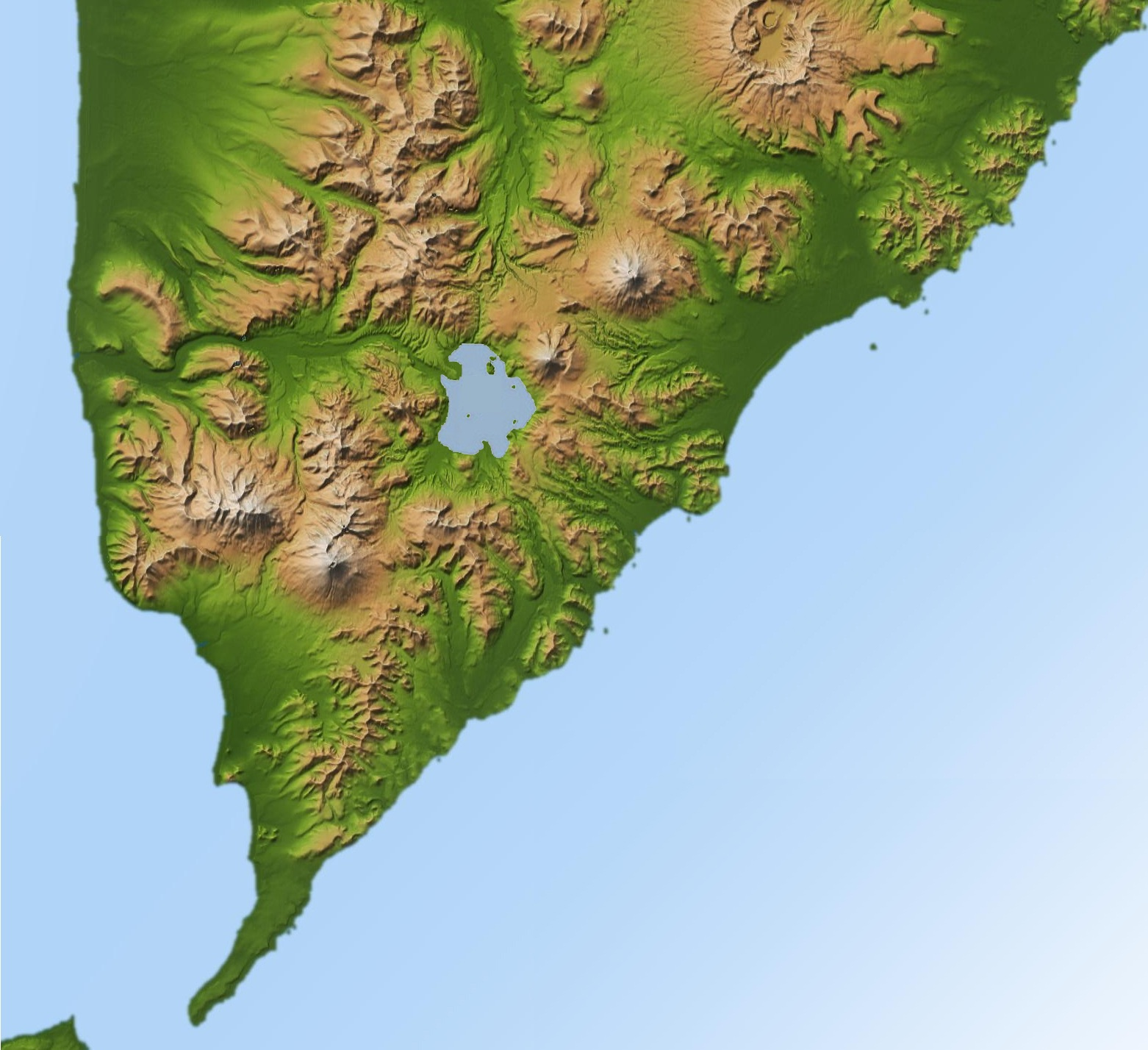
カムチャツカ半島南部地図でクリル湖

クリル湖 (クリルこ、ロシア語: Кури́льское о́зеро) は、ロシア連邦カムチャツカ地方のカムチャツカ半島南部（同州の首府ペトロパブロフスク・カムチャツキーから南西へ約150km）にあるカルデラの火口湖である。カムチャツカ東部火山地帯の一部であり、スレジンヌイ山脈と共にカムチャツカ火山帯の1つを形成している。ここの火山は太平洋プレートが、オホーツクプレートとユーラシアプレートの下に沈み込むことによって形成された。
クリル湖があるカルデラは、面積 76 平方キロメートルで、湖の最大深さ 316 メートルである。アジア最大のベニザケの群れが湖に生息している。
オジョルナヤ川（Озёрная река）がこの湖から西へ出て、オホーツク海に注ぐ。
著名な自然写真家の星野道夫は、このクリル湖畔でヒグマに襲われて1996年に亡くなった。

## 参照項目
- カムチャツカ半島
- カムチャツカの火山群